# فرودگاه پادربورن لیپشتات
 فرودگاه پادربورن لیپشتات (به انگلیسی: Paderborn Lippstadt Airport) (به زبان بومی: Flughafen Paderborn/Lippstadt) یک فرودگاه همگانی با کد یاتا PAD است که یک باند فرود آسفالت دارد و طول باند آن ۲۱۸۰ متر است. این فرودگاه در کشور آلمان قرار دارد و در ارتفاع ۲۱۳ متری از سطح دریا واقع شده است.